# Noite das gardênias

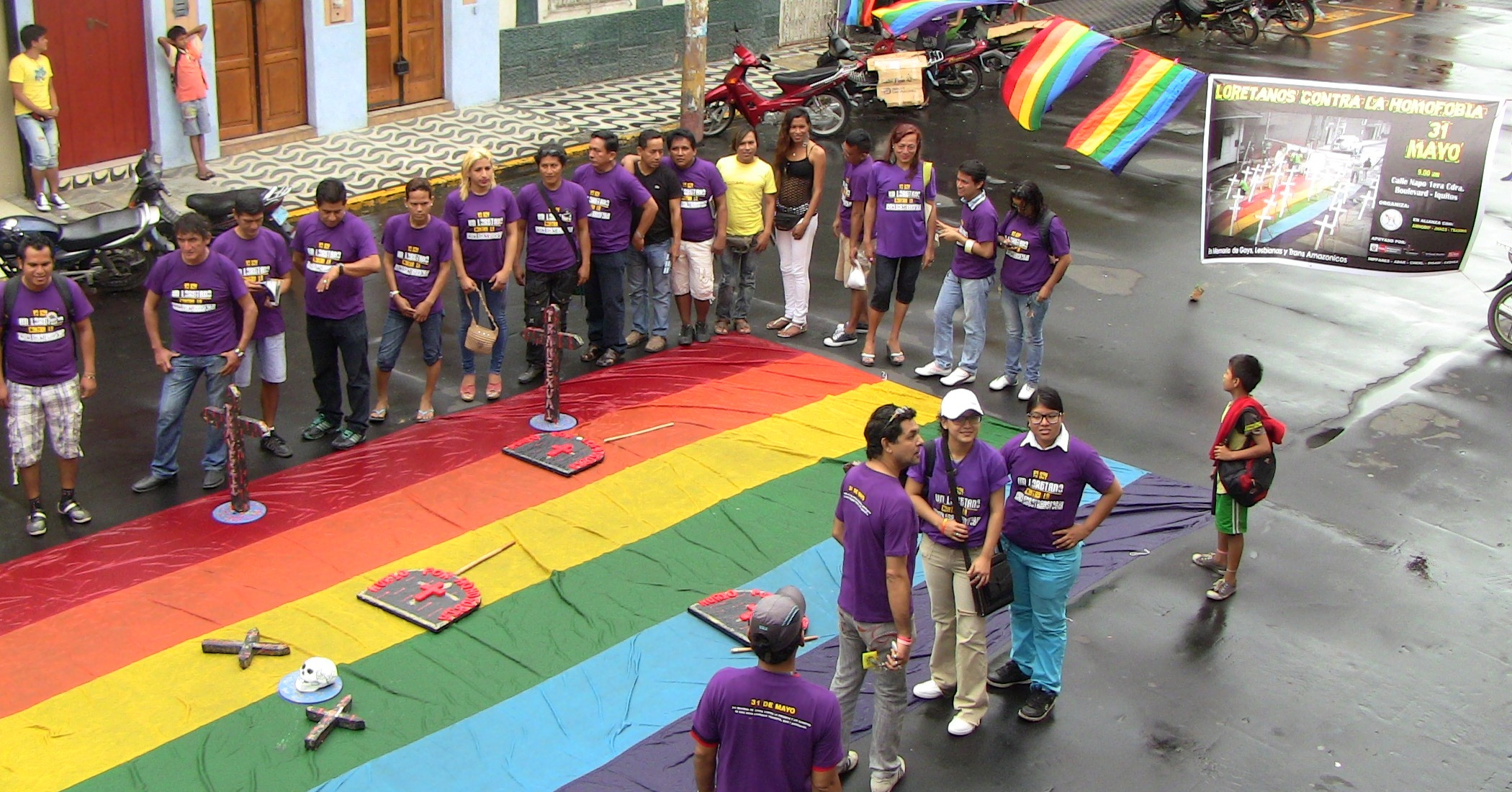
Campanha em Iquitos (Peru) para relembrar o massacre de Tarapoto.

Noite das gardênias, também chamada de massacre de Tarapoto, foi um massacre seletivo contra pessoas LGBT ocorrido em 31 de maio de 1989 na cidade de Tarapoto pelas mãos do grupo comunista Movimento Revolucionário Túpac Amaru durante a era do terrorismo no Peru.

## Contexto
Peru vivia um período de violência terrorista desde 1980 marcada pelos grupos de ultra esquerda Movimento Revolucionário Tupac Amaru e o Sendero Luminoso que teve iniciado uma escalada de violência para chegar ao poder através táticas terroristas e estabelecer o comunismo.
O MRTA, que se enquadra na doutrina marxista-leninista além de se inspirar nas ideias da sociedade de Fidel Castro e dos sandinistas, aplicou as "cruzadas contra o vício" onde pessoas LGBT, prostitutas, viciados em drogas foram punidos com humilhações públicas por considerá-los "escória social". Disse "cruzadas" com tempo levou a sequestro, tortura e execução de pessoas pertencentes a esse grupo, aparecendo os corpos no cemitério municipal ou flutuando no Rio. Para este grupo comunista, os homossexuais eram pedófilos e pessoas com HIV.

## Massacre
Na madrugada de 31 de maio de 1989, seis membros do MRTA entraram na boate Las Gardenias por terem ouvido rumores de que o lugar funcionava como um bar gay clandestino. De fato, no local onde havia homossexuais e transexuais, os comunistas prenderam oito deles ao acaso e os levaram para a periferia do bar para atirar neles na frente da população. No dia seguinte, em seu semanário Cambio, o grupo terrorista justificou suas ações afirmando que os assassinados eram criminosos e colaboradores do exército peruano, e acusou o exército de apoiar a existência desses "flagelos sociais" que apenas "corromperam a juventude".